# Aaron Doornekamp
Aaron Rene Doornekamp (Napanee, 5 dicembre 1985) è un cestista canadese con cittadinanza olandese.

## Carriera
Uscito nel 2009 dalla Carleton University, vive la sua prima esperienza da professionista in Italia, con la maglia della Pepsi Caserta.
È membro della Nazionale canadese dal 2006. Proprio durante un'amichevole contro l'Italia, nell'estate in cui firmò il contratto con Caserta, fu protagonista di una rissa con Stefano Mancinelli.
Conclude la sua prima regular season italiana con le medie di 3,9 punti, 2,5 rimbalzi, 0,8 recuperi e 0,5 assist in 15,2 minuti di utilizzo. La sua migliore prestazione la realizza però nei play-off: in gara 1 dei quarti di finale contro la Lottomatica Roma in 23 minuti fa registrare 19 punti con 5/7 da tre, 6 rimbalzi, 2 stoppate e 1 recupero.
Durante la sua seconda stagione a Caserta viene impiegato solo durante le partite di Eurocup in quanto per il campionato la Pepsi ha già due comunitari: l'americano con passaporto bulgaro Eric Williams e il play polacco Łukasz Koszarek.
Unico giocatore riconfermato della squadra, è il capitano della Juvecaserta per la stagione 2011-12.

## Palmarès

### Squadra
- Supercoppa spagnola: 1

Valencia: 2017
- FIBA Europe Cup: 1

Skyliners Francoforte: 2015-2016
- Basketball Champions League: 2

Canarias: 2016-2017, 2021-2022
- Eurocup: 1

Valencia: 2018-2019
- Coppa Intercontinentale: 1

Canarias: 2023

### Individuale
- Basketball Champions League Star Lineup: 1

Canarias: 2016-17